# Сар Сокха
Сар Сокха (кхмер. ស សុខា; род. 4 июня 1981, Прейвэнг) — камбоджийский генерал и государственный деятель, с 22 августа 2023 года — вице-премьер и министр внутренних дел в правительстве Хун Манета.

## Происхождение и положение
Родился в семье влиятельного коммунистического политика Сар Кенга. В начале 1980-х Сар Кенг был крупным функционером Народно-революционной партии Кампучии (НРПК), с 1992 года, уже после декоммунизации государства, стал министром внутренних дел, входил в ближайшее окружение премьер-министра Хун Сена. Сар Сокха с тринадцатилетнего возраста учился во Франции. В официальных анкетах говорится также об обучении в Германии, Чехии, Сингапуре. Считается специалистом в юриспруденции и госуправлении.
Вернувшись в Камбоджу, Сар Сокха поступил на службу в МВД. В 2018 году переведён в ранге госсекретаря в министерство образования, молодёжи и спорта. Тогда же получил звание генерал-лейтенанта полиции. В течение двух сроков являлся депутатом Национальной ассамблеи от правящей Народной партии Камбоджи (НПК, бывшая НРПК). Возглавлял федерацию студенческого спорта и футбольный союз, основал футбольный клуб. Представлял Камбоджу на молодёжных и университетских мероприятиях АСЕАН.

## Критика и ответ
Принадлежность Сар Сокха к элитному кругу власти оборачивалась резкой критикой в соцсетях. Озвучивались обвинения в семейной коррупции. Сар Сокха женат на Ке Куон Софи (в браке супруги имеют двух сыновей и двух дочерей) — дочери бывшего начальника штаба камбоджийскими вооружёнными силами генерала Ке Ким Яна. Оппозиция обвиняла Ке Ким Яна в захвате земель северо-западной провинции Бантеймеантьей. Ке Куон Софи фигурировала в деле об отмывании денег через инвестиционную компанию Gold FX Investment. Данных о прямой причастности Сар Сокха к действиям жены и тестя нет, но его упрекали в злоупотреблениях по части спортивных ведомств, получении преференций для своего ФК. В 2020 году Сар Сокха сделал специальное заявление. Он сказал, что «никогда не использовал свою власть и привилегии, чтобы кому-либо препятствовать» и предложил критикам извиниться.
В декабре 2021 года съезд и пленум ЦК НПК определили схему будущей передачи власти. Было запланировано наследование премьерского поста Хун Манетом — сыном Хун Сена. В преддверии парламентских выборов 2023 года стало известно, что такого рода наследование запланировано также в министерстве обороны и МВД: на пост Теа Бана заступал Теа Сейха, на пост Сар Кенга — Сар Сокха.

## Министерский пост
22 августа 2023 года Национальная ассамблея утвердила новый состав правительства во главе с Хун Манетом. Вице-премьером и министром внутренних дел назначен Сар Сокха (Сар Кенг в тот же день получил должность королевского советника). В его ведении оказалась система правпорядка и безопасности Камбоджи.
Комментаторы отмечали, что хотя новый глава МВД не обозначал чётко своей политической позиции, известны его высказывания в том плане, что камбоджийцы имеют «слишком много прав». Предполагается, что на правительственном посту Сар Сокха продолжит курс Сар Кенга — с полной лояльностью системе, созданной Хун Сеном и унаследованной Хун Маентом.